# Hans Konrad König

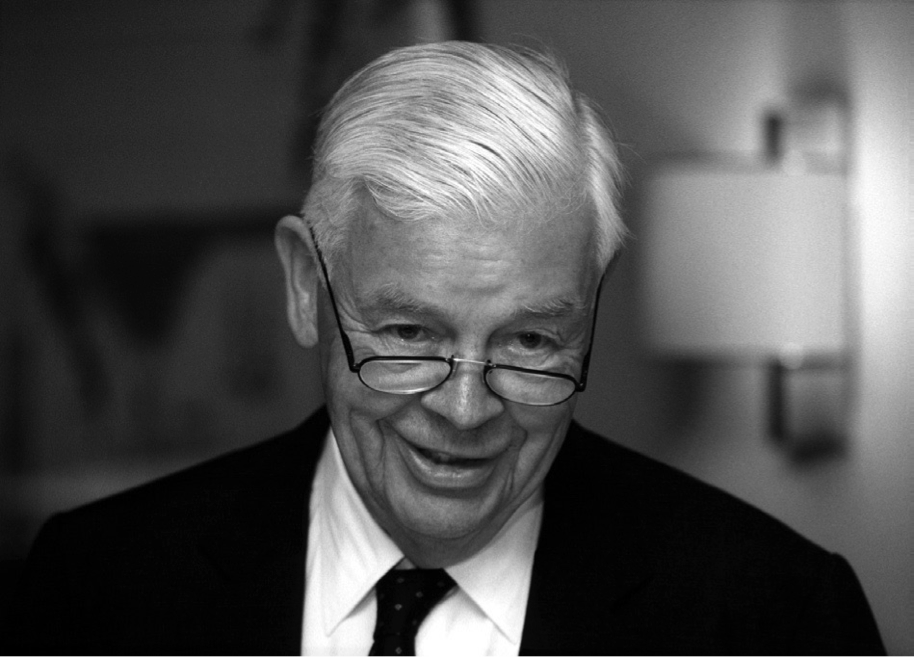
Hans Konrad König bei einem Vortrag im Jahr 2005 in Maastricht.

Hans Konrad König, Rufname Hans König, (* 23. August 1923 in Breslau; † 15. November 2016 in Minusio, Schweiz) war ein deutscher Spitzenbeamter in der Gründungsphase der Europäischen Union, Generalsekretär der Internationalen Handelskammer sowie Kunstsammler und Mäzen.

## Leben
König entstammte einer schlesischen Kaufmannsfamilie, die zum Ende des Zweiten Weltkriegs ihre Heimatstadt Breslau verlassen musste. König, der alsbald nach Studienbeginn in Breslau zum Wehrdienst eingezogen wurde, kehrte erst 1947 aus sowjetischer Kriegsgefangenschaft nach West-Deutschland zurück. Ab dem Jahr 1948/49 studierte er an der Universität Fribourg, Schweiz, Sprachen, Recht und Wirtschaft. 
Über seinen Onkel Hans Lukaschek erhielt er die Gelegenheit im Jahr 1951 als Dolmetscher bei den Verhandlungen über die Gründung der Europäischen Gemeinschaft für Kohle und Stahl (EGKS) mitzuwirken. 1952 trat er in den Dienst der EGKS ein, im Jahr 1964 schied er im Rang eines Direktors im Auswärtigen Dienst aus der damaligen EWG aus.
Von 1964 bis 1982 war König als Generalsekretär der Deutschen Gruppe der Internationalen Handelskammer, Köln, tätig.
Von 1982 bis zu seinem Ruhestand 1989 war König als Generalsekretär der Internationalen Handelskammer, Paris, tätig.
König war seit 1955 mit Marion König, geb. Frowein, die einer Wuppertaler Kaufmannsfamilie entstammte, verheiratet und hat einen Sohn und eine Tochter.

## Förderer von Kunst
König sammelte seit den 1960er Jahren orientalische Teppiche und verfasste Bücher und Artikel zu diesem Thema, insbesondere über chinesische und turkmenische Teppiche.
1992 übernahm er die Position des Chairman der The European Fine Art Foundation, die unter dem Namen TEFAF eine der weltweit bedeutendsten internationalen Kunstmessen in Maastricht ausrichtet. Im Jahr 1998 übergab der die Position des Chairman der TEFAF an einen Nachfolger, engagierte sich aber weiterhin dort als Mitglied mehrerer Auswahl-Kommissionen für Exponate. 
König war daneben als Förderer von Institutionen asiatischer und islamischer Kunst tätig, so unter anderem als Mitglied des Beratungsgremiums der Islamischen Abteilung des Metropolitan Museum of Art in New York, und als Vorsitzender des Sarre Clubs, einem Förderkreis des Museums für Islamische Kunst in Berlin.

## Veröffentlichungen (Auswahl)
- Beziehungen zwischen den Teppichen Ostturkestans und Moghulindiens. In: Anneliese Ohm, Horst Reber (Hrsg.): Festschrift für Peter Wilhelm Meister zum 65. Geburtstag am 16. Mai 1974. Hauswedell, Hamburg 1975, S. 32–40.
- mit Friedrich Spuhler, Martin Volkmann: Alte Orientteppiche. Meisterstücke aus deutschen Privatsammlungen = Old Eastern carpets. Masterpieces in German private collections. Callwey, München 1978, ISBN 3-7667-0431-1.
- Spoilt for choice. Rugs exhibited at International Conference on Oriental Carpets. In: Hali. Bd. 15, Nr. 71, 1993, S. 97–99.
- mit Michael Franzes: Glanz der Himmelssöhne. Kaiserliche Teppiche aus China 1400-1750; Museum für Ostasiatische Kunst. Textile  Art Publications, Köln 2005, ISBN 978-1-898406-45-7.